# Mel Hein
Melvin Jack Hein (* 22. August 1909 in Redding, Kalifornien; † 31. Januar 1992 in San Clemente, Kalifornien), Nicknames: Old Indestructible oder Cappy, war ein US-amerikanischer American-Football-Spieler. Er gilt als einer der besten Offensive Line Spieler in der Geschichte der National Football League (NFL) und spielte für die New York Giants.

## Spielerlaufbahn

### Highschool
Mel Hein spielte bereits in der Highschool in Burlington American Football. Wie für einen Spieler der damaligen Zeit üblich kam er auf verschiedenen Positionen in der Offense zum Einsatz, spielte aber auch in der Defensive Line. Bereits als Schüler wurde er zum Most Valuable Player seiner Liga gewählt. Neben Football spielte er noch Basketball.

### College
1928 schloss sich Hein den Washington State Cougars, der Mannschaft der Washington State University an. Hier kam er auch als Linebacker zum Einsatz, etablierte sich aber auf der Position eines Centers. Trotzdem zeigte er auch als Linebacker unter seinem Head Coach O. E. Hollingbery herausragende Leistungen und konnte alleine in einem Spiel acht Bälle abfangen. 1931 zog er mit seiner Mannschaft in den Rose Bowl ein, die Mannschaft musste sich aber der University of Alabama mit 24:0 geschlagen geben. Während seiner Laufbahn im College konnten die Cougars 26 ihrer 32 Spiele gewinnen. Auch auf dem College spielte Hein noch Basketball, gab dies allerdings später zu Gunsten seiner Footballlaufbahn auf.

### Profizeit
In den 30er Jahren gab es noch keine Entry Draft in der NFL. 1931 unterschrieb Hein zunächst einen Vertrag bei den Providence Steam Roller, die ihm 135 Dollar Gehalt pro Spiel zusicherten. Nachdem ihm die New York Giants 150 Dollar pro Spiel zusprachen, kündigte er sofort in Providence und unterschrieb bei den Giants. Dieser Mannschaft blieb er 15 Jahre lang treu. Auch als Profi kam er sowohl in der Angriffsformation, als auch in der Abwehr zum Einsatz, entwickelte sich zum besten Center der NFL. 1934 konnte er mit seinem Team unter Head Coach Steve Owen zusammen mit seinem Quarterback Ed Danowski zum ersten Mal die NFL Championship gegen die Chicago Bears mit 30:13 gewinnen. 1938 gelang den Giants dies erneut, diesmal im Endspiel gegen die Green Bay Packers, welches sie mit 23:17 gewinnen konnten. In fünf weiteren Spielrunden scheiterten die Giants jeweils im Endspiel. 1945, nach 166 Spielen in der Regular Season, beendete Hein seine Spielerlaufbahn.
Obwohl er sich am 7. Dezember 1941 in einem Spiel gegen die Brooklyn Dodgers das Nasenbein brach, verpasste er während seiner Laufbahn als Profi und Amateur nie ein Spiel aufgrund einer Verletzung.

## Trainerlaufbahn
Bereits 1943 war Hein, neben seiner Spielerlaufbahn, Trainer einer Highschool-Mannschaft. 1947 wurde er dann Trainer der Los Angeles Dons, einer Mannschaft, die in der AAFC, einer Konkurrenzliga der NFL, angesiedelt war. Die Dons bestanden, wie die Liga, nur von 1946 bis 1949 und mussten danach ihren Spielbetrieb einstellen. Hein war nur ein Jahr Trainer in Los Angeles und konnte sieben seiner 14. Spiele gewinnen. 1954 wurde er Assistenztrainer der University of Southern California Trojans, der Mannschaft der University of Southern California. Als Coach der Offensive Line war er unter anderem bei den Los Angeles Rams tätig.

## Nach der Karriere
Hein war zweimal verheiratet und hatte vier Söhne und eine Tochter. Bis 1974 arbeitete er auf verschiedenen Positionen in der AFL. Er starb an Magenkrebs. Seine Grabstätte ist nicht bekannt.

## Ehrungen (Auswahl)
Hein erhielt eine Vielzahl von Ehrungen. Er wurde viermal in den Pro Bowl gewählt, dem Abschlussspiel der besten Spieler einer Saison. 13-mal erfolgte die Wahl zum All-Pro. Seine Rückennummer 7 wird sowohl von Giants, als auch von den Cougars nicht mehr vergeben. 1938 wurde er zum MVP der gesamten NFL-Saison gewählt. Er ist Mitglied in der Pro Football Hall of Fame, in der College Football Hall of Fame, in der State of Washington Sports Hall of Fame, im National Football League 75th Anniversary All-Time Team und im National Football League 1930s All-Decade Team. Von der Zeitschrift The Sporting News wurde er zu einem der besten 100 Footballspieler aller Zeiten gewählt. Die Giants ehren ihn auf dem New York Giants Ring of Honor.

## Quelle
- Jens Plassmann: NFL – American Football. Das Spiel, die Stars, die Stories (= Rororo 9445 rororo Sport). Rowohlt, Reinbek bei Hamburg 1995, ISBN 3-499-19445-7.